# Admiral Uschakow (Schiff, 1952)
Die Admiral Uschakow war ein Leichter Kreuzer der Swerdlow-Klasse der sowjetischen Marine.

## Geschichte
Die Kreuzer der Swerdlow-Klasse, sowjetische Bezeichnung Projekt 68bis, waren die letzten konventionellen Kanonenkreuzer, die für die sowjetische Marine gebaut wurden. Sie wurden in den 1950er Jahren gebaut und basierten auf sowjetischen, deutschen und italienischen Entwürfen und Konzepten, die vor dem Zweiten Weltkrieg entwickelt wurden. Sie wurden modifiziert, um ihre Seetüchtigkeit zu verbessern, sodass sie mit hoher Geschwindigkeit in den rauen Gewässern des Nordatlantiks fahren konnten. Der Grundrumpf war moderner und hatte einen besseren Panzerung als die große Mehrheit der nach dem Zweiten Weltkrieg von vergleichbaren Nationen gebauten und eingesetzten Kanonenkreuzer. Sie trugen außerdem eine umfangreiche Palette moderner Radarausrüstung und Flugabwehrartillerie. Die Sowjets planten ursprünglich, 40 Schiffe dieser Klasse zu bauen, die von den Schlachtkreuzern und Flugzeugträgern der Stalingrad-Klasse unterstützt werden sollten.
Die Admiral Uschakow wurde am 29. September 1951 auf der Baltischen Werft in Leningrad auf Kiel gelegt und am 31. August 1952 vom Stapel gelassen. Das Schiff wurde am 18. August 1952 in Dienst gestellt. Am 19. September 1953 wurde es der 8. Marine zugeteilt. Vom 16. bis 21. April 1954 besuchte es Stockholm in Schweden. 1955 gewann Admiral Uschakow den Preis des Oberbefehlshabers der Marine für Artillerieschießen. Am 24. Dezember 1955 wurde der Kreuzer an die DKBF übergeben. Am 3. November 1956 wurde er an die KSF übergeben. 1957 wurde das Schiff getestet, um das Starten und Landen eines Hubschraubers auf der Landebahn zu gewährleisten.
Vom 19. bis 22. Oktober 1973 besuchte Admiral Uschakow Messina in Italien. Vom 7. bis 10. August 1981 besuchte der Kreuzer Warna in Bulgarien. Am 28. Februar 1983 wurde das Schiff außer Dienst gestellt, zum zweiten Mal in die Reserve gestellt und in Sewastopol eingemottet. Am 16. September 1987 wurde der Kreuzer entwaffnet und aus der Marine entfernt.
Im Jahr 1992 wurde sie zum Verschrotten an eine private indische Firma verkauft.

## Technische Daten

### Schiffsmaße
Die Swerdlow-Klasse verdrängte standardmäßig 13.600 Tonnen und voll beladen 16.640 Tonnen. Sie waren insgesamt 210 Meter und an der Wasserlinie 205 Meter lang. Sie hatten eine Breite von 22 Metern, einen Tiefgang von 6,9 Metern und normalerweise eine Besatzung von 1.250 Mann. Der Rumpf war eine komplett geschweißte Neukonstruktion und die Schiffe hatten auf über 75 % ihrer Länge einen Doppelboden. Die Schiffe besaßen außerdem dreiundzwanzig wasserdichte Schotten. 

### Antrieb
Die Swerdlow-Klasse hatte sechs Kessel, die zwei Wellendampfturbinen mit Getriebe mit Dampf versorgten, die eine Wellenleistung von 118.100 PS (88.100 kW) erzeugten. Damit erreichten die Schiffe eine Höchstgeschwindigkeit von 32,5 Knoten (60,2 km/h). Die Kreuzer hatten eine Reichweite von 9.000 Seemeilen (16668 km) bei 18 Knoten (33 km/h).

### Bewaffnung
Zur Hauptbewaffnung der Kreuzer der Swerdlow-Klasse gehörten zwölf B-38-Geschütze des Kalibers 152 mm /57 in vier Dreifachtürmen Mk5-bis. Sie besaßen außerdem zwölf Geschütze des Kalibers 100 mm /56 Modell 1934 in sechs Zwillingslafetten SM-5-1. Als Flugabwehrwaffen verfügten die Kreuzer über zweiunddreißig Flugabwehrgeschütze des Kalibers 37 mm in sechzehn Zwillingslafetten und waren außerdem mit zehn Torpedorohren des Kalibers 533 mm in zwei Lafetten zu je fünf ausgerüstet.

### Panzerung
Die Swerdlows verfügten über eine Gürtelpanzerung von 100 mm  und ein gepanzertes Deck von 50 mm. Die Türme waren durch eine Panzerung von 175 mm und der Kommandoturm durch eine Panzerung von 150 mm geschützt.

### Elektronik
Die ultimative Radarausrüstung der Kreuzer umfasste ein Luftsuchradar vom Typ „Big Net“ oder „Top Trough“, ein Luftsuchradar vom Typ „High Sieve“ oder „Low Sieve“, ein Luftsuchradar vom Typ „Knife Rest“ und ein Luftsuchradar vom Typ „Slim Net“. Als Navigationsradar besaßen sie ein Modell vom Typ „Don-2“ oder „Neptune“. Zur Feuerleitanlage waren die Schiffe mit zwei „Sun Visor“-Radaren, zwei „Top Bow“-152-mm-Geschützradaren und acht „Egg Cup“-Geschützradaren ausgestattet. Für elektronische Gegenmaßnahmen waren die Schiffe mit zwei „Watch Dog“-ECM-Systemen ausgestattet.